# Bierikjávrre
Bierikjávrre, enligt tidigare ortografi Pierikjaure, är en sjö i Sareks nationalpark i Jokkmokks kommun i Lappland som ingår i Luleälvens huvudavrinningsområde. Den ligger vid östra änden av högslätten Pielavalta, mellan Ähpar- och Sarektjåkkåmassiven. Sjön har en area på 2,17 kvadratkilometer och ligger 799 meter över havet. Pierikjaure ligger i Sarek Natura 2000-område. Sjön avvattnas av vattendraget Bierikjåhkå.

## Delavrinningsområde

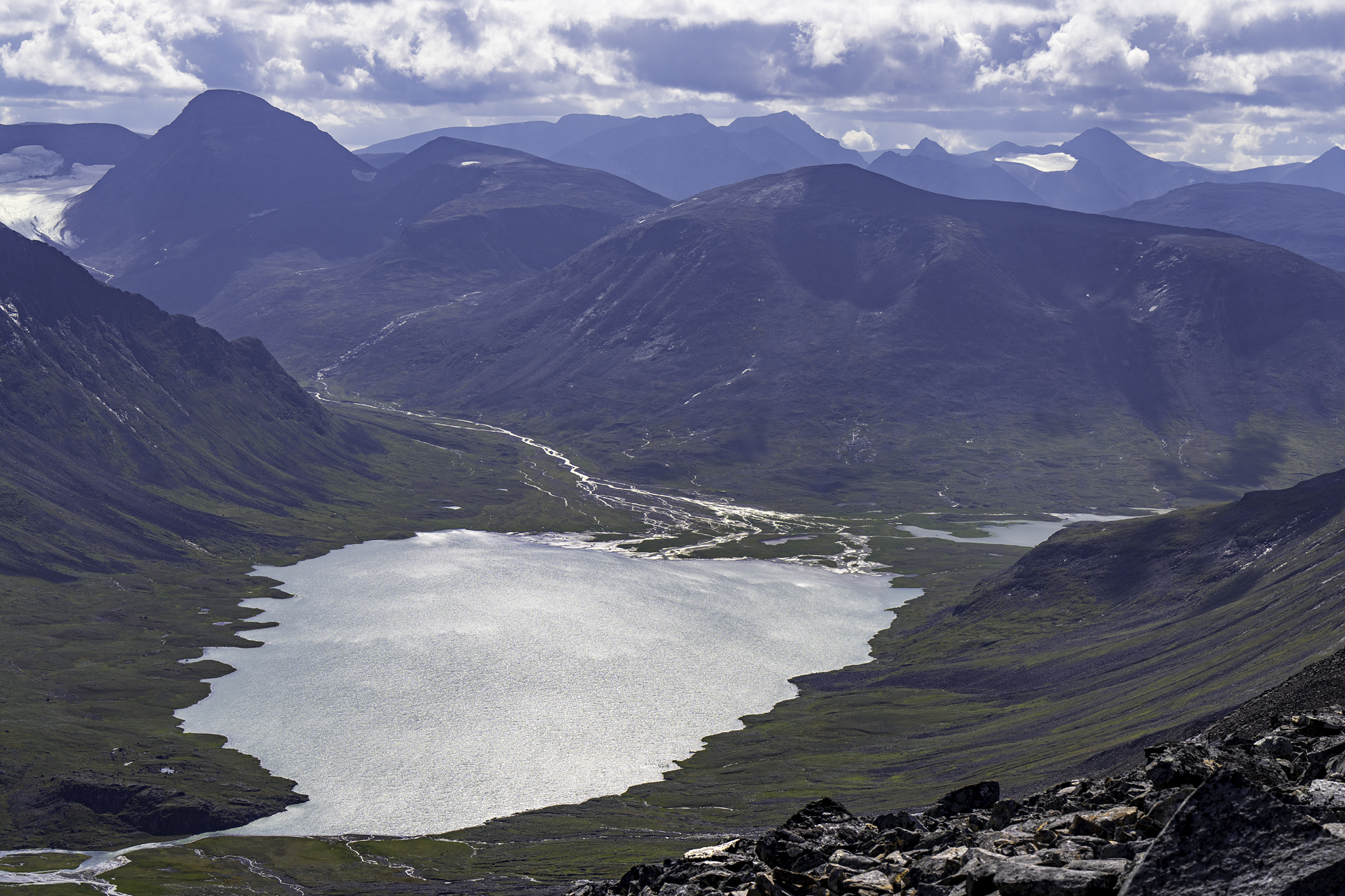
Bierikjávrre - vy från Vuojnestjåhkkå, cirka 1500 m ö.h.

Bierikjávrre ingår i delavrinningsområde (747557-158704) som SMHI kallar för Utloppet av Pierikjaure. Medelhöjden är 1 079 meter över havet och ytan är 11,82 kvadratkilometer. Räknas de 5 avrinningsområdena uppströms in blir den ackumulerade arean 46,39 kvadratkilometer. Bierikjåhkå som avvattnar avrinningsområdet har biflödesordning 4, vilket innebär att vattnet flödar genom totalt 4 vattendrag (Sijddoädno, Blackälven (Smadjeädno), Lilla Luleälven, Luleälven) innan det når havet efter 342 kilometer. Avrinningsområdet består mestadels av kalfjäll (79 procent). Avrinningsområdet har 2,18 kvadratkilometer vattenytor vilket ger det en sjöprocent på 18,4 procent. Delavrinningsområdet täcks till 2,84 procent av glaciärer, med en yta av 0,3363 kvadratkilometer.